# Robotron A5105
Robotron A5105 (A5105) је професионални рачунар, производ фирме Robotron који је почео да се израђује у Немачкој током 1988. године.
Користио је U880D (8-битни Z80 клон) као централни микропроцесор а RAM меморија рачунара A5105 је имала капацитет од 64 KB (48 KB доступно са ) до 128 KB. 
Као оперативни систем кориштен је SCPX-5105 (CP/M варијанта), RBASIC-2.0.

## Детаљни подаци
Детаљнији подаци о рачунару A5105 су дати у табели испод.
|                       |                                                                          |
| [ 1 ]                 |                                                                          |
| Произвођач            |                                                                          |
| Тип                   | професионални рачунар                                                    |
| Меморија              | 64 (48 доступно са ) до 128 KB                                           |
| Поријекло             | Њемачка                                                                  |
| Година                | 1988                                                                     |
| Тастатура             | стил писаће машине, 69 тастера са 5 функцијских тастера и тастери смјера |
| Процесор              |                                                                          |
| Фреквенција процесора | 3,75                                                                     |
| RAM                   | 64 (48 доступно са ) до 128 KB                                           |
| ROM                   | 40 KB                                                                    |
| Текст                 | 40 или 80 стубова x 25 линија                                            |
| Графика               | 320 x 200 (16 боја) или 640 x 200 (4 боје) тачака                        |
| Боја                  | 16                                                                       |
| Звук                  | 3-гласа, стерео излаз. уграђени звучник                                  |
| Димензије             | Тастатура: 1,8 kg, главна јединица: 10,5 kg, показивач: 11 kg            |
| Портови               |                                                                          |
| Оперативни систем     | варијанта),                                                              |